# Šalabhásana

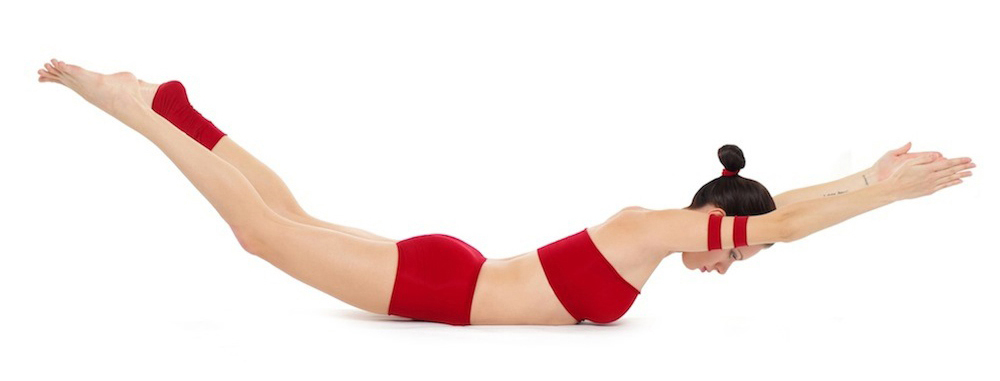
Šalabhásana

Šalabhásana (शलभासन) neboli kobylka je jednou z ásan.

## Etymologie
Název pochází ze sanskrtského slova šalabha kobylka a asana (आसन) posed/pozice.

## Popis
- ležet na břiše, nohy natažené vedle sebe, chodidla směřují vzhůru
- paže podél těla, dlaněmi do země, nekrčit kolena, nestahovat lýtka, nepropínat prsty od nohou do špiček
- bradu ani ramena nezvedat z podložky
- nohy nechat nahoře několik vteřin, poté nechat pomalu klesnout dolů.